# Seven Gates of Horror – A Tribute to Possessed
Seven Gates of Horror – A Tribute to Possessed – tribute album poświęcony amerykańskiej grupie muzycznej Possessed. Na płycie znalazły się interpretacje utworów Possessed w wykonaniu takich zespołów jak: Impious, Cannibal Corpse, Pentacle, Vader, Diabolic, God Dethroned, Absu, Sinister, Angelcorpse, Krabathor, Houwitser, Amon Amarth, a także Sadistic Intent z gościnnym udziałem Jeffa Becerra. Wydawnictwo ukazało się 18 maja 2004 roku w USA nakładem wytwórni muzycznej Candlelight Records. Z kolei w Europie płytę wydała firma Karmageddon Media.

## Lista utworów
Opracowano na podstawie materiału źródłowego.
1. Sadistic Intent ft. Jeff Becerra – "The Exorcist" – 4:44
2. Impious – "Fallen Angel" – 3:29
3. Cannibal Corpse – "Confessions" – 2:54
4. Pentacle – "The Beasts Of Apocalypse" – 3:48
5. Vader – "Death Metal" – 2:38
6. Diabolic – "No Will To Live" – 7:00
7. God Dethroned – "Satan's Curse" – 4:16
8. Absu – "Swing Of The Axe" – 3:13
9. Sinister – "Storm In My Mind" – 3:55
10. Angelcorpse – "Burning In Hell" – 2:28
11. Krabathor – "Evil Warriors" – 3:39
12. Houwitser – "March To Die" – 2:48
13. Amon Amarth – "The Eyes Of Horror" – 3:20

## Wydania
| Rok  | Nr katalogowy | Format   | Wydawca                 | Region            | Źródło |
| ---- | ------------- | -------- | ----------------------- | ----------------- | ------ |
| 2004 | Karma006      | CD, Comp | Karmageddon Media       | Holandia          | [ 3 ]  |
| 2004 | CANUS0086CD   | CD, Comp | Candlelight Records USA | Stany Zjednoczone | [ 3 ]  |